# Hypocrita escuintla
Hypocrita escuintla is een beervlinder uit de familie van de spinneruilen (Erebidae). De wetenschappelijke naam van de soort is, als Eucyana esquintla, voor het eerst geldig gepubliceerd in 1920 door William Schaus.